# Saupiquet (sauce)
Pour les articles homonymes, voir Saupiquet.
Le saupiquet est une sauce relevée, voire piquante, épaisse, qui accompagne souvent le lièvre chassé et rôti à la broche, mais qui est aussi adaptée à d'autres viandes rôties.

## Étymologie
Deux étymologies possibles pour le terme « saupiquet » :
- contraction de « sauce piquante » (Taillevent, au XIVe siècle, utilisait du gingembre) ;
- contraction de  sau (« sel ») et piquet (« piquer ») : sauce piquée de sel.

## Histoire
L'élaboration du saupiquet est déjà décrite par Guillaume Tirel, dit Taillevent, cuisinier du roi Charles V, au XIVe siècle, dans son Viandier :

« Saupiquet : Pour faire saupiquet sur connis ou sur aultre roste, hallés du pain comme pour faire cameline, et le mettés tramper avec du boullon, fondés du lard en une paelle et maincés de l'ognon bien menu, et le frisés ; pour quatre platz, prenés deux unces synamomes, demye unce gingembre et ung quart d'once menues espices, prenés du vin rouge et du vin aygre ; passés le pain et toutes les espices ensemble, et mettés boulir en une paelle ou en ung pot, et puis mettés dessus le rost. »

- connis : lapin ;
- roste : rôti ;
- hallés : grillez ;
- faire cameline : faire de la sauce cameline[N 1] ;
- paelle : poêle ;
- le frisés : faites-le frire ;
- platz : assiettes ;
- synamome : cannelle ;
- unce : once ;
- passés : passez au hachoir ;
- pot : fait-tout.

Si la cannelle et le gingembre ont le plus souvent disparu des préparations actuelles, le poivre voire le piment doux les ont souvent remplacés pour relever cette sauce.

## Composition
Le saupiquet contemporain s'élabore dans plusieurs régions françaises et, par ce fait, est relevé par des épices, herbes (thym…) , feuilles (laurier…) ou baies (genièvre…) différentes. Du lard est parfois aussi incorporé. Les ingrédients immuables sont le foie et le sang du gibier à rôtir, le pain, vin et/ou le vinaigre, l'ail, les oignons.
L'animal (petits gibiers, lièvre, mais aussi lapin, etc.) est cuit à la broche, saignant à l'intérieur, et est accompagné de cette sauce.